# Terremoto di Kumamoto del 2016
Il terremoto di Kumamoto del 2016 (平成28年熊本地震?, Heisei nijyūhachinen Kumamoto jishin) ebbe luogo dal 14 al 16 aprile 2016 in Giappone tra il centro di Kumamoto e le pendici del monte Aso, il più grande vulcano dell'isola di Kyūshū.
Il terremoto consisté in due scosse principali: una di magnitudo 6,2 MMS il 14 aprile 2016 alle 21:26 UTC+9 alla profondità di 10 km, l'altra di magnituto 7 il 16 aprile 2016 alle 01:25 UTC+9 alla profondità di 11 km.
Nel mese successivo alla prima scossa se ne registrarono ulteriori 1400 nella zona.
Il sisma causò complessivamente 49 morti, 1100 feriti e un disperso.
Ulteriori 16 decessi furono dovuti, come causa indiretta del sisma, ai disagi subiti a seguito delle scosse telluriche.
Ingenti danni strutturali si registrarono in tutta la prefettura, e anche numerosi inneschi di incendi.
Le persone evacuate furono in totale 196000.

## Scossa del 14 aprile
L'epicentro della prima scossa di terremoto, avvenuta alle 21:26 UTC+9 del 14 aprile 2016, fu 12 km N-NE dal centro di Kumamoto. La cittadina di Mashiki fu la zona maggiormente affetta: ivi infatti morirono 9 delle 10 vittime registrate durante tale evento.
Si trattò del primo sisma di grado superiore al settimo rilevato a Kyūshū dall'agenzia meteorologica giapponese.
Nelle ore successive si verificarono almeno altre 11 scosse di assestamento con una magnitudo minima di 4,5 gradi e una di magnitudo 6.
In totale le scosse minori, in due giorni, furono più di 140.
Il sisma fu percepito chiaramente anche nelle propaggini occidentali dell'isola di Honshū.
Entro 24 ore dal sisma furono evacuate 44000 persone dalle zone maggiormente colpite, mentre il treno ad alta velocità Kyūshū Shinkansen fu sospeso per un deragliamento causato dalla scossa tellurica.
Il primo ministro Shinzō Abe dispose la mobilitazione di 3000 effettivi del Jieitai, le forze di difesa nazionale, per assistere le autorità locali nelle operazioni di primo soccorso.

## Scossa del 16 aprile
Alle 01:25 UTC+9 del 16 aprile 2016 una nuova scossa di terremoto di 7 gradi MMS colpì la zona settentrionale della prefettura di Kumamoto a causa dello scorrimento di una faglia a lieve profondità.
Ulteriori danni si registrarono sia presso le aree già colpite dalla scossa di due giorni prima, sia in quelle in precedenza risparmiate come la città di Beppu, a est di Kumamoto, nella limitrofa prefettura di Ōita, in cui si dovettero evacuare 12400 persone.
Subito dopo fu emesso allarme tsunami (poi rientrato senza ulteriori danni) lungo le coste dei mari Ariake e Yatsushiro con onde previste da 0,2 a 1 metro.
Circa alle 08:30 UTC+9 il monte Aso iniziò a eruttare con emissione di ceneri e lapilli a 100 m d'altezza, ma non è appurato se tale attività vulcanica fosse o meno in relazione con il sisma.
La seconda scossa portò il numero totale dei deceduti a 49 e dei feriti a 1100.
La polizia ricevette oltre 300 chiamate di soccorso dalla sola Kumamoto e circa 100 dalla prefettura di Ōita.
Molte furono le persone rimaste intrappolate sotto le macerie e altre costrette a dormire nella propria autovettura.
Fu inoltre disposto l'arrivo di ulteriori 1600 elementi del Jieitai per i soccorsi.
La scossa del 16 aprile fu percepita fino a Pusan, in Corea del Sud, con un'intensità del terzo grado della scala Mercalli e internamente fino alla prefettura di Niigata, con magnitudo 1 della scala sismica giapponese.

## Danni

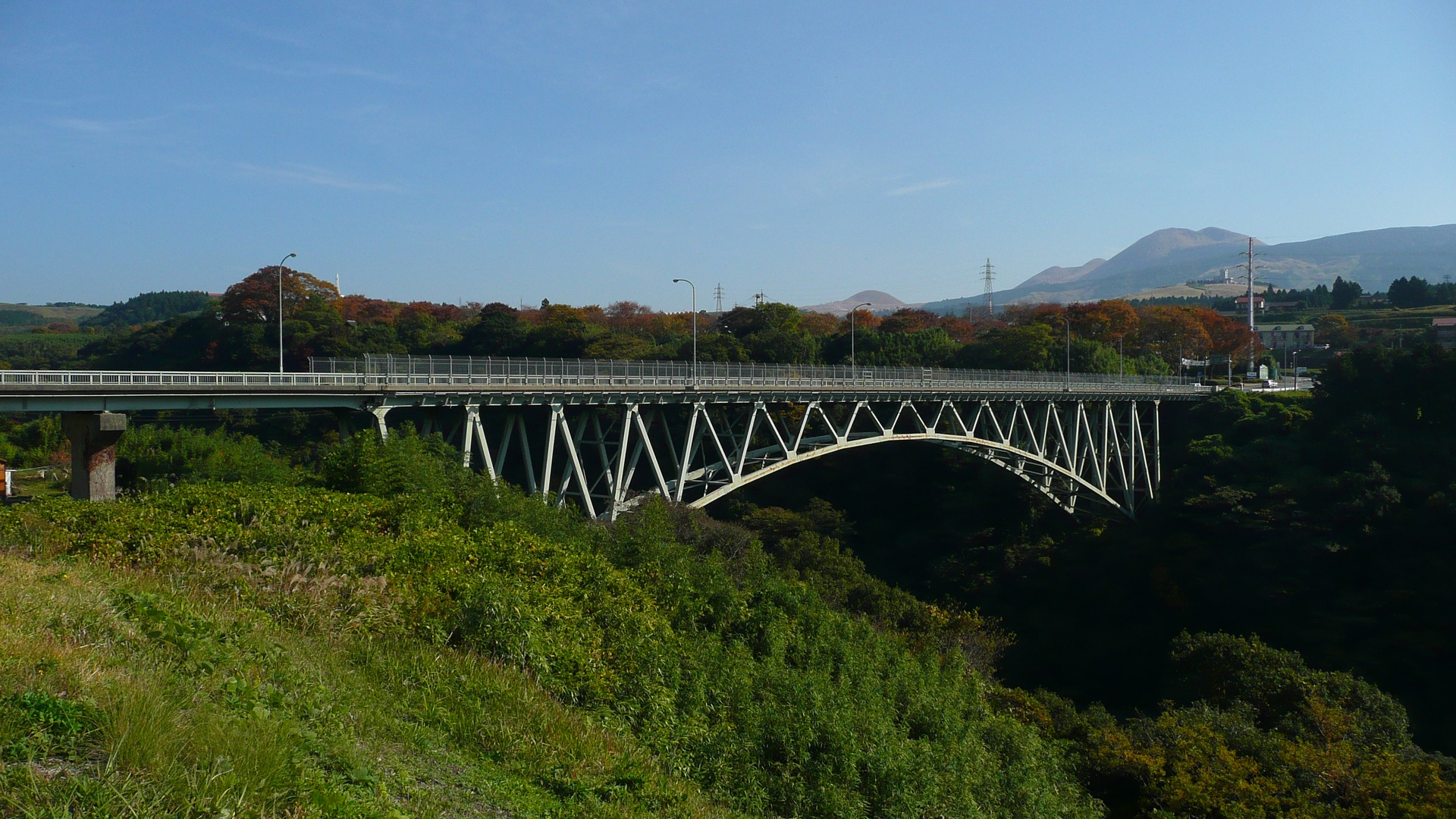
Il grande ponte Aso a Minamiaso, collassato nel fiume Kurokawa

L'intera città di Kumamoto subì l'interruzione dell'acqua corrente.
Tutti i residenti di Nishihara furono evacuati per timore del cedimento di una diga nelle vicinanze.
Nella zona colpita furono 250000 i nuclei familiari senz'acqua, 100000 senza gas e 39000 senza energia elettrica.
Le piogge dei giorni successivi complicarono le operazioni di soccorso e misero a rischio la stabilità degli edifici pericolanti, costringendo molti a evacuare le proprie abitazioni.
L'agenzia statunitense United States Geological Survey stimò i danni in 10 miliardi di dollari.
Gli edifici distrutti o danneggiati furono oltre 12000, tra i quali l'antico castello di Kumamoto.
Il santuario di Aso subì il crollo del rōmon (la torre portale di ingresso al santuario), classificato come "importante proprietà culturale", e dello haiden (la sala delle preghiere).
Tra i centri più colpiti il villaggio di Minamiaso, dove morirono 15 persone per il sisma e le frane che ad esso fecero seguito.
Il sisma provocò danni all'intera rete stradale dell'area, tra cui il Grande ponte Aso della statale 325, crollato nel sottostante fiume Kurokawa.
Tra gli altri danni, l'ostruzione di un tunnel stradale e numerose strade danneggiate da frane.
In misura precauzionale furono fermati i servizi ferroviari e chiuso l'aeroporto di Kumamoto.